# Stand (canción de Lenny Kravitz)
«Stand» es un sencillo del álbum Black and White America del cantante estadounidense Lenny Kravitz, lanzado 6 de junio de 2011. La canción fue escrita por Kravitz.
El video de la canción fue dirigido por Paul Hunter y estrenado en el canal VH1 el 14 de julio de 2011. Matthew Perpetua de la revista Rolling Stone dijo que es un "tema melódico que evoca las canciones de Elvis Costello". Es una canción "maravillosa", un disco "suave". Le dio una calificación de tres estrellas de cinco posibles.

## Posicionamiento
| Lista           | Posición |
| --------------- | -------- |
| Austrian charts | 41       |
| Charts. de      | 44       |
| Hitparade       | 42       |
| Dutch charts    | 100      |
| Spanish charts  | 49       |